# Loasa caespitosa
Loasa caespitosa är en brännreveväxtart som beskrevs av Rodolfo Amando Philippi. Loasa caespitosa ingår i släktet Loasa och familjen brännreveväxter. Inga underarter finns listade i Catalogue of Life.